# Ennio Cavalli
Œuvres principales
Libro Grosso
Ennio Cavalli, né à Forlì en 1947, est un écrivain, poète et journaliste italien.

## Biographie
Il obtient le prix Viareggio en 2009 pour Libro Grosso.

## Œuvres traduites en français
- Quatre erreurs de Dieu [« Quattro errori di Dio »], trad. de Daniel Mandagot, Bernin, France, Éditions À la croisée, coll. « Miscellanées », 2006, 129 p.  (ISBN 2-912934-14-1)